# يوجين لويس
يوجين لويس (بالإنجليزية: Eugene Lewis)‏ هو عالم سياسة أمريكي، ولد في 1940.